# Above the Law (filme)
Above the Law (Brasil: Nico: Acima da Lei / Portugal: Nico: À Margem da Lei) é um filme estado-unidense de 1988, dirigido por Andrew Davis. Marcou como o filme de estreia de Steven Seagal.

## Sinopse
Nico (Steven Seagal) é um soldado altamente treinado com passagem pela Guerra do Vietnã. Trabalhando nas ruas de Chicago como policial, ele descobre um grande esquema envolvendo o tráfico de drogas local. Tão logo o cerco começa a fechar, Nico é forçado a abandonar o caso e acaba vendo seus prisioneiros serem liberados contrariado e fora da polícia, ele resolve mostrar que a lei é para ser sempre cumprida, mesmo que seja usando a força.

## Elenco
- Steven Seagal como Det. Sgt. Nicolo "Nico" Toscani
- Pam Grier como Det. Delores “Jacks” Jackson
- Henry Silva como Kurt Zagon
- Ron Dean como Detetive Lukich
- Daniel Faraldo como Tony Salvano
- Sharon Stone como Sara Toscani
- Miguel Nino como Chi Chi Ramon
- Nicholas Kusenko como Agente Neeley
- Joe V. Greco como Joseph Gennaro
- Chelcie Ross como Nelson Fox
- Gregory Alan Williams como Agente Halloran
- Jack Wallace como Tio Branca
- Metta Davis como Rosa Toscani
- Joseph Kosala como Tenente Strozah